# 신영일 (배우)
신영일(申永一, ~ )은 영화배우(연기자) 분야에서 은퇴한 대한민국 정치인이며 기업가이다. 본명은 정인식(鄭仁植)이다.

## 생애
영화배우 신성일(申星一)이 발굴한 영화배우이며 1971년 영화배우 신성일(申星一)이 감독한 영화 《연애교실》의 주연으로 영화배우 데뷔하였다.
한때 1976년 영화 분야에서 물러나 1977년에서 1980년까지 동양정밀의 회사원으로 있다가 퇴직 후 1980년 영화 분야에 복귀하였고 이듬해 1981년 신성일(申星一)이 한때 정치 분야에 입문하자 그의 보좌관을 지냈다.
영화감독 신상옥과 영화배우 신영균, 신성일, 신일룡 등을 비롯하여 영화감독 신상옥 사단에서도 마지막 계보를 잇는 영화배우로 일컬어지는 그는 1991년 이후로는 영화배우 활동을 중단하였으며 1991년 이후 그는 정치인의 입장으로서 2000년까지 한나라당 문화예술행정초급위원을 역임하였고 이후 2003년 1월 9일까지 신성일(申星一) 前 무소속 국회의원의 보좌관을 지낸 바 있다.
현재는 서울 영일 무비 앤드 필름 컴퍼니 사장(대표이사) 직위에 있다.

## 소속
- 서울 영일 무비 앤드 필름 컴퍼니 사장
- 前 한국국민당 당무위원
- 前 신한국당 당무위원
- 前 한나라당 당무위원

## 출연작

### 영화
- 연애교실 (1971)
- 어느 사랑의 이야기 (1971)
- 유령소동 (1972)
- 사랑하는 아들의 심판 (1972)
- 벽속의 남자 (1972)
- 무녀도 (1972)
- 삼국대협 (1972)
- 이 생명 다시한번 (1972)
- 대지옥 (1972)
- 생사의 탈출 (1973)
- 맹물로 가는 자동차 (1974)
- 명동에서 첫사랑을 (1974)
- 태백산맥 (1975)
- 연인들 (1975)
- 청춘극장 (1975)
- 보통여자 (1976)
- 천의 얼굴 (1976)
- 매일 죽는 남자 (1980)
- 겨울에 내리는 봄비 (1980)
- 아낌없이 바쳤는데 (1980)
- 세번 웃는 여자 (1980)
- 잊어야 할 그사람 (1980)
- 미워할 수 없는 너 (1980)
- 평양맨발 (1980)
- 화요일밤의 여자 (1981)
- 나는 할렐루야 아줌마였다 (1982)
- 사랑 그리고 이별 (1983)
- 이름 없는 여자 (1983)
- 미움의 세월 (1983)
- 암사슴 (1983)
- 밤마다 천국 (1984)
- 소명 (1984)
- 변태의 계절 (1989)
- 장군의 아들 2 (1991)

### TV 시리즈
- 1973년 TBC 동양방송 드라마 《북간도》